# محور المشير أحمد إسماعيل
محور المشير أحمد إسماعيل (سابقا محور الضبعة أو محور روض الفرج) طريق مزدوج وأحد الطرق الرئيسية في مصر، تديره الشركة الوطنية لإنشاء وتنمية الطرق، يربط بين عدة مدن بالقاهرة الكبرى ومدينة الضبعة بمحافظة مطروح، هو محور مروري يربط عدة محافظات. أطلق على المشروع اسم روض الفرج لأنه كان مخططا له أن يمر بمنطقة روض الفرج لكن تم تعديل المسار وأصبح شمال حي روض الفرج. ثم أعيدت تسميته باسم محور المشير أحمد إسماعيل.

## مراحل التنفيذ
تم تنفيذ المحور على 4 قطاعات اعتبارا من أكتوبر 2015 وحتى افتتاحه بالكامل رسميا في مايو 2019:
- القطاع الأول: يبدأ من منطقة بشتيل بالطريق الدائري للقاهرة ويمتد بطول 30 كم موازيا لمحور 26 يوليو، متقاطعا مع طريق المنصورية، حيث يمر أمام الشيخ زايد وأكتوبر حتى يتقاطع مع طريق "القاهرة ـ الإسكندرية" الصحراوي في الكيلو 39 بعد معسكر الأمن المركزي. كل اتجاه بالقطاع الأول يتكون من 5 حارات بعرض 62 مترا للاتجاهين.
- القطاع الثاني: يمتد من الكيلو 39 بطريق القاهرة/ الإسكندرية الصحراوي حتى التقاطع مع الطريق الدائري الإقليمي بطول 30 كم. كل اتجاه بالقطاع الثاني يتكون من 4 حارات بعرض 45 مترا للاتجاهين.
- القطاع الثالث: يبدأ من التقاطع مع الطريق الدائري الإقليمي حتى مدينة الضبعة بطول 285 كم، حيث يمر بمدينة العلمين وسيدي عبد الرحمن وصولاً إلى الضبعة. كل اتجاه بالقطاع الثالث يتكون من 3 حارات بعرض 52 مترا للاتجاهين.
- القطاع الرابع: يمتد بطول 6 كم، ويبدأ من ميدان الخلفاوى على كورنيش النيل أمام أبراج أغاخان حتى يصل إلى الطريق الدائرى في منطقة بشتيل، وهذا الجزء يقام على كوبري خرساني جزء منه سطحي والآخر معلق/ملجم أعلى النيل.[3][4]

## أهداف المحور
تنفيذ المحور يأتي تحقيقا لعدة أهداف حيوية تنموية منها:
- محور لوجستي هام لنقل إنتاج الأراضي المستهدف استصلاحها بالصحراء الغربية شمال مصر.
- ربط عدة مدن بعدة محافظات مختلفة منها مدينة السادس من أكتوبر ومدينة الشيخ زايد بمحافظة الجيزة بمدن شمال غرب النيل، وتخفيض الكثافة المرورية على محور 26 يوليو مما يؤدي إلى سهولة الحركة داخل منطقة وسط الجيزة عند المهندسين والدقي والعجوزة وفك الاختناق المروري بمنطقة ميدان لبنان.